# Gruppo 2B della classificazione IARC delle sostanze cancerogene
Gli agenti e le circostanze espositive elencate in questa lista sono state classificate come gruppo 2B dall'Agenzia internazionale per la ricerca sul cancro (IARC): l'agente è possibilmente cancerogeno per l'uomo. In questa categoria vengono aggiunti quegli agenti che dimostrano prove limitate di cancerogenicità per l'uomo, e prove meno che sufficienti nei modelli animali. Sono aggiunti alla lista anche gli agenti che dimostrano inadeguate prove negli esseri umani ma prove sufficienti nei modelli animali.
Nella lista compaiono 323 agenti o circostanze su un totale di oltre 1000 studiate e pubblicate dallo IARC.
L'agenzia non specifica quanto sia probabile sviluppare forme tumorali a seguito dell'esposizione ad un agente, ma solo se è probabile o meno. Fa infatti riferimento al concetto di pericolo, intrinseco nella natura di talune molecole o agenti.
Nel caso si voglia approfondire il valore di probabilità che un agente elencato faccia sviluppare forme tumorali, bisogna consultare il rischio ad esso associato, redatto dall'autorità europea per la sicurezza alimentare (EFSA) e dal comitato di esperti congiunto FAO/OMS sugli additivi alimentari (JECFA).

## Agenti fisici
- Campi elettromagnetici a frequenza estremamente bassa (radiofrequenza)
- Campi magnetici a frequenza estremamente bassa

## Agenti chimici

### Sostanze
- α-metilstirene
- Acetaldeide
- Acetammide
- Acetato di metilazossimetanolo
- Acetato di vinile
- Acido bromocloroacetico
- Acido caffeico
- Acido clorendico
- Acido dibromoacetico
- Acido dicloroacetico
- Acido 2,4-diclorofenossiacetico
- Acido dimetilarsinico
- Acido metilarsonico
- Acido nitrilotriacetico
- Acido perfluoroottanoico
- Acido tricloroacetico
- Acrilato di etile
- Acrilato di metile
- Acrilonitrile
- Alcool furfurilico
- 2-ammino-α-carbolina
- 2-ammino-4-clorofenolo
- 1-ammino-2,4-dibromoantrachinone
- 2-ammino-5-(5-nitro-2-furil)-1,3,4-tiadiazolo
- Amsacrina
- Antrachinone
- Aramite
- Arecolina
- Aspartame
- Auramina
- Azaserina
- Azine:
  - Atrazina
  - Glu-P-1 (2-ammino-6-metildipirido[1,2-a:3',2'-d]imidazolo)
  - Glu-P-2 (2-amminodipirido[1,2-a:3',2'-d]imidazolo)
  - MeA-α-C (2-ammino-3-metil-9H-pirido(2,3-b)indolo)
  - MeIQ (2-ammino-3,4-dimetilimidazo(4,5-f)chinolina)
  - MeIQx (2-ammino-3,8-dimetilimidazo(4,5-f)chinossalina)
  - Metiltiouracile
  - PhIP (2-ammino-1-metil-6-fenilimidaz(4,5-b)piridina)
  - Piridina
  - Propiltiouracile
  - Tiouracile
  - Trp-P-1 (3-ammino-1,4-dimetil-5H-pirido(4,3-b)indolo)
  - Trp-P-2 (3-ammino-1-metil-5H-pirido(4,3-b)indolo)
- Aziridina
- β-butirrolattone
- β-mircene
- β-propiolattone
- Base di Michler (4,4'-metilenebis(N,N-dimetil)benzenammina)
- Benzofenone
- Benzofurano
- 2,2-Bis(bromometil)propan-1,3-diolo
- Bleomicina
- Bromato di potassio
- 1-bromo-3-cloropropano
- Bromodiclorometano
- 1-bromopropano
- 1-butilglicidil etere
- Butilidrossianisolo (BHA)
- Butilmetacrilato
- Carbazolo
- Carburo di silicio nella forma fibrosa
- Carragenina
- Catecolo
- Chetone di Michler (4,4'-Bis(dimetilammino)benzofenone)
- Chinolina
- Cicasina
- Clordano
- Clordecone
- 4-clorobenzotrifluoruro
- Cloroformio
- 3-cloro-4-(diclorometil)-5-idrossi-2(5H)-furanone
- 1-cloro-2-metilpropene
- 3-cloro-2-metilpropene
- 2-cloronitrobenzene
- 4-cloronitrobenzene
- 4-cloro-o-fenilendiammina
- Cloroprene
- Clorotalonile
- Cloruro di vinilidene
- Coloranti:
  - Arancio oleoso SS
  - Bianco di titanio
  - Blu disperso 1 (1,4,5,8-tetraamminoantracene-9,10-dione)
  - CI direct blue 15
  - CI direct blue 218
  - CI rosso acido 114
  - CI rosso di base 9
  - Fucsina
  - HC Blu 1 (2-[N-(2-idrossietil)-4-(metilammino)-3-nitroanilino]etanolo)
  - Ponceau 3R
  - Ponceau MX
  - Rosso agrumi 2
  - Trypan blue
  - Verde malachite
  - Violetto benzilico 4B
  - Violetto di genziana
- Complesso ferro-destrano
- Composti del cobalto:
  - Cobalto metallico
  - Ossido di cobalto (II)
- Composti del mercurio:
  - Dimetilmercurio
  - Metilmercurio
  - Metilmercurio cloruro
- Crotonaldeide
- Cumene
- Cupferrone
- Dacarbazina
- Daunomicina
- 2,4-Diaminoanisolo
- 4,4'-diaminodifenil etere
- 2,4-diaminotoluene
- Dibromoacetonitrile
- 1,2-dibromo-3-cloropropano
- 2,3-dibromopropan-1-olo
- Dichlorvos
- 3,3'-diclorobenzidina
- 3,3'-dicloro-4,4'-diamminodifenil etere
- 2,4-dicloro-1-nitrobenzene
- 1,4-dicloro-2-nitrobenzene
- 1,2-dicloroetano
- 1,3-dicloro-2-propanolo
- 1,3-dicloropropene
- Dietanolammina
- 1,2-dietilidrazina
- Difenilammina
- 1,2-difenilidrazina
- Diglicidil resorcinolo etere
- Digossina
- Diidrosafrolo
- Diisocianato di toluene
- Diisopropil solfato
- 2,6-dimetilanilina
- Dimetilidrogenofosfito
- 1,1-dimetilidrazina
- 2,4-dinitrotoluene
- 2,6-dinitrotoluene
- 1,4-diossano
- 1,2-epossibutano
- Eptacloro
- Esaclorobenzene
- Esaclorocicloesano
- Esacloroetano
- Esametilfosforammide
- 2,4-esadienale
- 2-etilesil acrilato
- Etilmetansolfonato
- Etilbenzene
- Fenazopiridina cloridrato
- Fenilglicidil etere
- Fenitoina
- Fenobarbital
- Fenolftaleina
- Fenossibenzammina cloridrato
- 2-(2-formilidrazino)-4-(5-nitro-2-furil)tiazolo
- Furano
- Furilfuramide
- Glicidaldeide
- Griseofulvina
- Idrocarburi policiclici aromatici:
  - Antracene
  - Benzo(a)antracene
  - Benzo(j)aceantrilene
  - Benzo(b)fluorantene
  - Benzo(c)fenantrene
  - Benzo(j)fluorantene
  - Benzo(k)fluorantene
  - Dibenzo(a,h)acridina
  - Dibenzo(a,h)pirene
  - Dibenzo(a,i)pirene
  - Dibenzo(c,g)carbazolo
  - Dibenzo(c,h)acridina
  - 3,7-dinitrofluorantene
  - 3,9-dinitrofluorantene
  - 1,3-dinitropirene
  - 1,6-dinitropirene
  - 1,8-dinitropirene
  - 5-metilcrisene
  - 4-nitropirene
  - Indeno(1,2,3-cd)pirene
- Idroclorotiazide
- 1-idrossiantrachinone
- Isoeugenolo
- Isoforone
- Isoprene
- Lasiocarpina
- Lega di tungsteno-nichel-cobalto per armi
- Medrossiprogesterone acetato
- Melammina
- Merfalan
- Metilisobutilchetone
- 2-metil-1-nitroantrachinone
- 2-metilimidazolo
- 4,4'-metilendianilina
- 4,4'-metilene bis(2-metilanilina)
- 4-metilimidazolo
- 3-monocloro-1,2-propandiolo
- 5-(morfolinometil)-3-(5-nitrofurfurilidene)ammino-2-ossazolidinone
- Metronidazolo
- Microcistina
- Mirex
- Mitomicina C
- Mitoxantrone
- Monocrotalina
- N-metil-N-nitrosouretano
- N-metilolacrilammide
- N-nitrosarcosina
- N-nitrosodietanolammina
- N-nitrosodi-n-butilammina
- N-nitrosodi-n-propilammina
- N-Nitrosometilamminopro-3-pionitrile
- N-nitrosometiletilammina
- N-nitrosometilvinilammina
- N-nitrosomorfolina
- N-nitrosopiperidina
- N-nitrosopirrolidina
- N-[4-(5-Nitro-2-furil)-2-tiazolil]acetammide
- N,N'-diacetilbenzidina
- N,N-dimetilacetammide
- N,N-dimetil-p-toluidina
- N,N-dimetil-N'-(5-(2-(5-nitro-2-furanil)etenil-1,3,4-ossadiazol-2-il)metanimmideammide
- Nafenopina
- Naftalene
- Nanotubi di carbonio
- Nichel metallico
- Niridazolo
- Nitrito di isobutile
- 5-nitroacenaftene
- 3-nitrobenzantrone
- Nitrobenzene
- Nitrofene
- 2-nitrofluorene
- 1-(5-Nitrofurfurilidene)ammino-2-imidazolidinone
- Nitrometano
- 2-nitropropano
- Ocratossina A
- o-amminoazotoluene
- o-dianisidina
- o-fenilendiammina
- o-fenilendiammina dicloridrato
- o-toluidina
- Ortofenilfenato di sodio
- Ossido di mecloretamina
- Ossido di indio-stagno
- Ossido di propilene
- Oxazepam
- Palygorskite (fibre più lunghe di 5 µm)
- Panfuran S (diidrossimetilfuratrizina)
- p-amminoazobenzene
- p-cloroanilina
- p-cresidina
- p-diclorobenzene
- p-dimetilamminoazobenzene
- p-nitroanisolo
- Parathion
- Pentosano polisolfato sodico
- Pentossido di vanadio
- Policlorofenoli e loro sali di sodio
- Primidone
- Progesterone
- Propilenimmina
- Pulegone
- Riddelliina
- Safrolo
- Solfallato
- Sterigmatocistina
- Streptozotocina
- Sulfasalazina
- 1,1,1,2-tetracloroetano
- 1,1,2,2-tetracloroetano
- Tetracloruro di carbonio
- Tetraclorvinfos
- Tetraidrofurano
- Tetranitrometano
- 1-terzbutossipropan-2-olo
- Tioacetamide
- 4,4'-tiodianilina
- Toxafene
- Triacrilato di trimetilolpropano
- Triamterene
- 2,4,6-triclorofenolo
- Trimustina cloridrato
- Triossido di molibdeno
- Uramustina
- 4-vinilcicloesene
- 4-vinilcicloesene diepossido
- Zalcitabina
- Zidovudina (AZT)

### Miscele
- Alcune fibre ceramiche
- Alcune fibre di vetro
- Benzina
- Carbone
- Corpi estranei in lega di nichel (66-67%), cromo (13-16%) e ferro (7%)
- Carburante diesel
- Erbicidi clorofenossilici
- Oli combustibili a catena pesante di carbonio
- Paraffine clorurate con catena di carbonio di lunghezza media C12 e grado medio di clorazione pari a circa il 60%
- Verdure in salamoia tradizionali asiatiche

## Agenti biologici

### Funghi
- Fusarium moniliforme a causa delle tossine fumonisina B1, fumonisina B2 e fusarina C

### Piante
- Estratto di foglie di Aloe vera
- Estratto di foglie di Ginkgo Biloba
- Estratto di radici di Hydrastis canadensis
- Estratto di Piper methysticum
- Estratto di piante del genere Pteridium

### Platelminti
- Schistosoma japonicum

### Virus
- Poliomavirus BK (BKV)
- Poliomavirus JC (JCV)
- Virus dell’immunodeficienza umana (HIV) tipo 2
- Virus del papilloma umano (HPV) tipi 5 e 8 (in pazienti con epidermodisplasia verruciforme), 26, 30, 34, 53, 66, 67, 69, 70, 73, 82, 85 e 97

## Circostanze espositive
- Esposizione professionale ai bitumi durante la pavimentazione stradale
- Esposizione professionale ad alcuni coloranti in industria tessile
- Esposizione professionale ad alcuni detergenti per lavaggio a secco
- Esposizione professionale a particolato in processi di stampa
- Esposizione professionale a particolato per carpenteria e falegnameria
- Esposizione professionale in impianto polimerico per film sottili
- Utilizzo di contraccettivi a base di solo progesterone
- Utilizzo intimo di polvere a base di talco